# 救世軍林拔中紀念學校

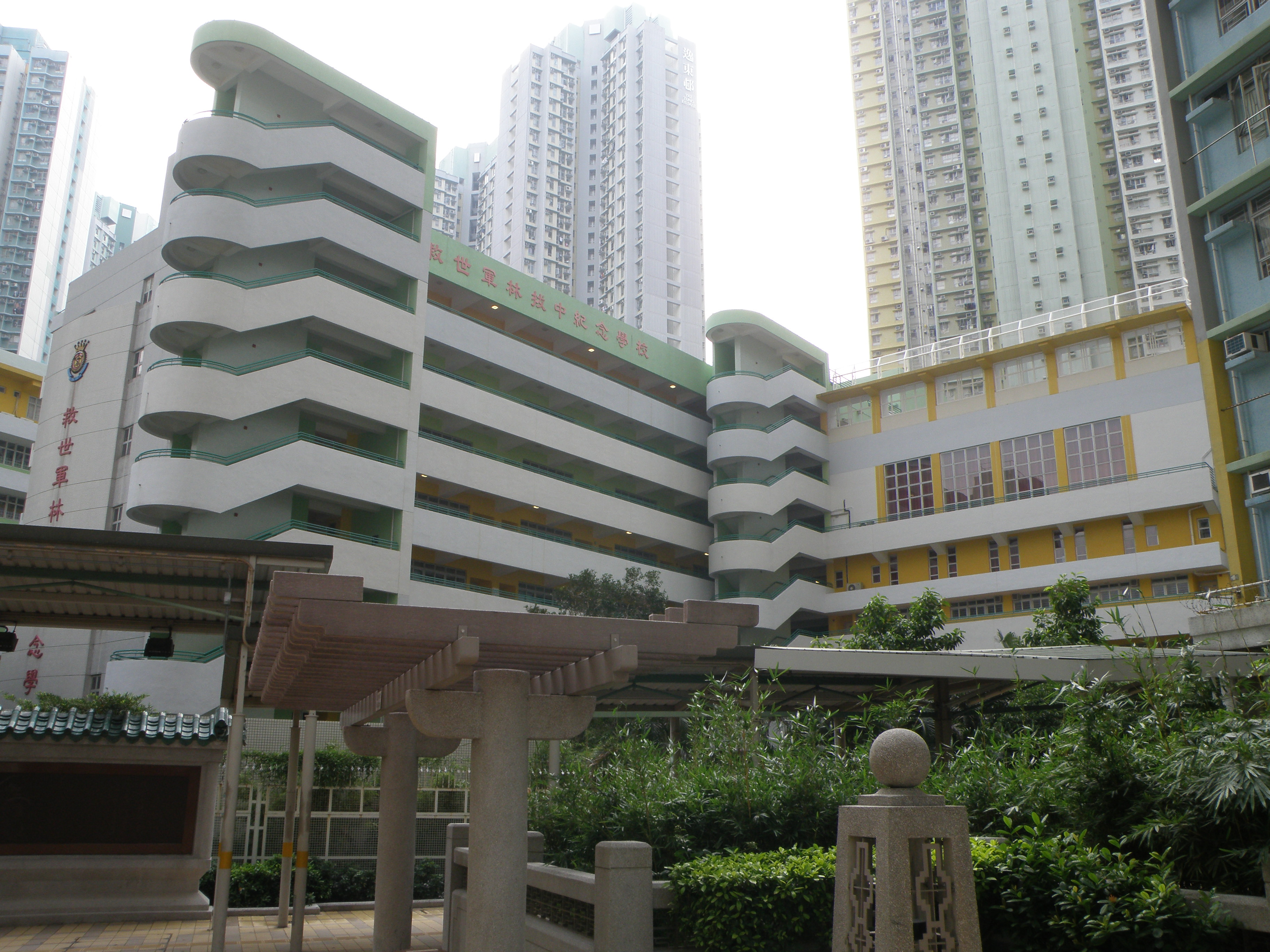
救世軍林拔中紀念學校東面

救世軍林拔中紀念學校（英語：The Salvation Army Lam Butt Chung Memorial School，簡稱：SALBCMS），為一所位於東涌逸東邨的津貼小學，毗鄰香港教育工作者聯會黃楚標學校。

## 歷史
此校於1999年由救世軍港澳軍區申辦，並獲分配現時校舍，以開辦此校，其後初步命名為「救世軍東涌學校」。
在籌辦過程中，由於獲金源米業董事長林曾淑儀捐贈300萬元開辦費用，故此校改以金源已故創辦人林拔中冠名。
2001年3月，此校率先借用同區另一間小學開課，首批錄取15名學生。至同年6月13日，永久校舍正式交付，其後所有師生亦遷入現址上課。

## 班別
一、二、四、五、六年級各五班（A-E），三年級則分為六班（A-F）。
精英班
此學校使用精英班制度。升四年級時逢在56名內之學生將會被平均分配到A、B兩班。
另外，五至六年級的學生會直升，但班主任有可能變動。

## 歷任校長
- 魯淑貞女士（2000年[2]-2013年，創校校長[5]，首年為候任校長；後曾任同系皇后山學校創校校監）
- 勞耀基先生（2013年-2021年，第二任，由原訓育主任升任，後調至同系皇后山學校出任創校校長[6]，退休後轉為該校校監）
- 陳喜泉先生（2021年-2023年，第三任，後調至同系皇后山學校）
- 馬啟能先生（2023年起，現任校長；曾任此校副校長、同系韋理夫人紀念學校校長）

## 學生職務
學生職務有很多種，最近更推出了「一人一職」。
班長
班長（男班長：英語：；女班長：英語：）為班內負責幫助老師，每班也設有，而普通話班及小組將會另外添設多一個。
雜務長／科長
雜務長及科長會幫助學科老師及班主任做平常的東西，例如派簿子等。大部分人都是被安排這職務。
服務團隊:
風紀
風紀負責幫忙老師監察秩序，其也分為隊長、副隊長、隊員。
圖書館管理員
圖書館管理員是幫忙圖書館館長進行職務。
資訊小先鋒
資訊小先鋒是負責管理電腦室秩序、協助同學前往電腦室。

## 外部連結
- 救世軍林拔中紀念學校網頁 （页面存档备份，存于）